# Bodião-sabão
O bodião-sabão (Halichoeres bivittatus), é uma espécie de bodião nativa de recifes de corais do Atlântico Ocidental, é uma espécie muito procurada por aquaristas. Possui um muco em sua pele que o deixa com um gosto ruim para predadores, além de também deixar escorregadio e receber o nome de ''bodião-sabão''. Se alimenta de pequenos crustáceos, como camarões e caranguejos. Durante a noite, se enterram na areia.
É nativo do Atlântico Ocidental, podendo ser encontrado na Carolina do Norte, EUA, para as Bermudas e Ilhas Cayman, Mar do Caribe até o sul do Rio de Janeiro, Brasil.